# Crkva sv. Jurja u Gornjim Brelima
 Crkva sv. Jurja (Gospe od Zdravlja) je  rimokatolička crkva u Gornjim Brelima.
Izgrađena je nad Subotištem u Gornjim Brelima. Jednobrodna je građevina bez apside, građena u rustičnim oblicima dalmatinskog baroka. Svođena je danas djelomično srušenim šiljastim svodom. Na južnom pročelju su ulazna vrata monolitnih dovratnika i nadvratnika na kojem je uklesana 1751. godina. Dvostrešan krov danas ima betonski pokrov, dok je ranije bila pokrivena kamenim pločama, a pročelja su bila ožbukana.

## Zaštita
Pod oznakom Z-4938 zavedena je kao nepokretno kulturno dobro - pojedinačno, pravna statusa zaštićena kulturnog dobra, klasificirano kao "sakralna graditeljska baština".